# Ufuk Ateş
Ufuk Ateş (* 6. September 1978 in Izmir) ist ein ehemaliger türkischer Fußballspieler und -trainer. Er wurde in der Zweitligaspielzeit 2005/06 Torschützenkönig der TFF 1. Lig. Obwohl er eine Spielzeit in der Süper Lig spielte, galt Ateş während seiner ganzen Karriere als Zweitligastürmer.

## Karriere

### Verein
Ateş begann seine Profikarriere beim Zweitligisten 1995 Yeni Salihlispor. Hier schaffte er es als Siebzehnjähriger schnell in die Stammelf und fiel so mehreren Vereinen auf. Schließlich wechselte er ein Jahr später zum Erstligisten Çanakkale Dardanelspor. Bei diesem Verein kam er in der ersten Spielzeit zu lediglich 13 Ligaeinsätzen. Die Einsätze steigerte er dann in den nachfolgenden Jahren sukzessive, ohne sich dabei je durchgängig einen Stammplatz erobern zu können. Am 30. September 2000 verletzte er sich in der Partie gegen Bakırköyspor schwer und fiel nahezu die gesamte Saison aus. Erst gegen Saisonende kam er zu zwei Kurzeinsätzen. In der Spielzeit 2001/02 erzielte Ateş in 30 Spielen acht Tore und war damit mit Sinan Ertan der erfolgreichste Torschütze seines Teams.
Im Sommer 2002 verließ Ateş nach sechs Jahren Dardanelspor und wechselte zum Erstligisten Malatyaspor. Bei diesem Verein konnte er sich gegen die beiden gesetzten Stürmer Fazlı Ulusoy und Sertan Eser nicht durchsetzen und absolvierte 15 Pflichtspiele, in denen er torlos blieb. Mit seiner Mannschaft beendete er die Erstligasaison 2002/03 als Tabellenfünfter und erreichte so seine beste Erstligaplatzierung. Nachdem Ateş die Hinrunde der Saison 2003/04 ohne Spieleinsatz geblieben war, wurde er für die Rückrunde an den Zweitligisten Yimpaş Yozgatspor ausgeliehen. Bis zum Saisonende absolvierte er hier 15 Ligaspiele, in denen er acht Mal traf. 
Mit Saisonende 2003/04 löste er schließlich seinen Vertrag mit Malatyaspor auf und wechselte zum Zweitligisten Sivasspor. Bei diesem Verein etablierte er sich auf Anhieb als Leistungsträger. Gemeinsam mit seinem Sturmpartner Muhammet Kurtuluş bildete er ein torgefährliches Duo. Die Saison beendete Sivasspor als Meister und stieg das erste Mal in seiner Vereinsgeschichte in die Süper Lig auf. Ateş steuerte zu diesem Erfolg elf Tore bei, während sein Sturmpartner Kurtuluş mit 20 Toren erfolgreichster Torschütze Sivasspors wurde. 
Trotz dieses Erfolges verließ Ateş im Sommer 2005 Sivasspor und wechselte zum Zweitligisten Altay Izmir. Bei diesem Verein erlebte er seine persönlich erfolgreichste Saison. Mit 20 Toren wurde er zusammen mit Taner Demirbaş von Sakaryaspor Torschützenkönig der zweiten türkischen Spielklasse. Sein Verein Altay beendete die Saison auf dem dritten Tabellenplatz und verpasste so den direkten Aufstieg in die Süper Lig. Stattdessen qualifizierte man sich für die anschließende Playoff-Runde. In den Playoffs schaffte der Verein die Finalteilnahme, unterlag hier aber Sakaryaspor mit 1:4 und verpasste somit auch die letzte Möglichkeit des Aufstiegs.
Nach der erfolgreichen Saison bei Altay wechselte Ateş in der Sommertransferperiode 2006 zum Erstligisten Konyaspor. Nachdem er mit diesem Verein eine enttäuschende Hinrunde absolvierte, heuerte er in der Winterpause beim Zweitligisten Istanbul Büyükşehir Belediyespor an. Mit diesem Verein erreichte Ateş zum Saisonende die Vizemeisterschaft der Zweitligasaison 2006/07 und damit den zweiten Erstligaaufstieg seiner Karriere. 
Zum Saisonende 2006/07 löste er seinen Vertrag mit Istanbul BB vorzeitig auf und wechselte zum Zweitligisten Antalyaspor. Auch mit diesem Verein beendete er die Saison als Vizemeister und stieg zum dritten Mal in seiner Karriere in die Süper Lig auf.
Nach dem Aufstieg trennte sich Ateş auch von Antalyaspor und blieb mit dem Wechsel zu Orduspor der TFF 1. Lig erhalten. Bei diesem Verein blieb er mit drei Toren in neun Spielen hinter den Erwartungen zurück, weshalb er im Winter 2008 zu seinem alten Verein Altay Izmir wechselte. Bei diesem Verein fiel er sehr oft verletzungsbedingt aus und absolvierte bis zum November 2010 lediglich ein Pflichtspiel. Nach fortwährenden Verletzungen beendete er im November 2010 seine aktive Spielerlaufbahn.

### Nationalmannschaft
Ateş durchlief von der türkische U-17-Nationalmannschaft bis zur türkische U-21-Nationalmannschaft nahezu alle türkischen Jugendnationalmannschaften.

## Trainerkarriere
Nach dem Ende seiner Spielerlaufbahn trainierte er in der Spielzeit 2012/13 die U-16-Mannschaft von Altay Izmir.

## Erfolge
Mit Malatyaspor
- Tabellenfünfter der Süper Lig (1): 2002/03

Mit Sivasspor
- Meister der TFF 1. Lig: 2004/05
- Aufstieg in die Süper Lig: 2004/05

Mit Istanbul Büyükşehir Belediyespor
- Vizemeister der TFF 1. Lig: 2006/07
- Aufstieg in die Süper Lig: 2006/07

Mit Antalyaspor
- Vizemeister der TFF 1. Lig: 2007/08
- Aufstieg in die Süper Lig: 2007/08

## Auszeichnungen
- Torschützenkönig der TFF 1. Lig: 2005/06 (mit Taner Demirbaş)